# Damat Halil Paixà
Damat Halil Paixà (Kaysariyyeli Khalid Paixà) (vers 1570-1629) fou kapudan paixà i gran visir otomà.
Va néixer a Zeytun, moderna Süleymanlı, província de Maraş. Reclutat com a dervix va rebre educació en aquesta condició. El seu germà Shahid Mehmed Pasha va exercir altes funcions (beglerbegi i visir) i això el va ajudar a prosperar. Shahid va morir el 2 d'abril de 1589 en la considerada primera revolta dels geníssers que va acabar amb la mort d'un visir (no un gran visir). Després de ser falconer de la cort va arribar a agha dels geníssers el 4 de gener de 1607. La campanya d'aquest any va anar dirigida contra els rebels d'Anatòlia, sota direcció del comandant en cap (serdar) Kuyudju Murad Pasha. El 1608 Khalid va anar a l'Anatòlia oriental a les ordes de Murad Pasha; aquest va retornar a Istanbul triomfalment.
El 16 de febrer de 1609 el kapudan paixà Hafiz Ahmed fou revocat i Kaysariyyeli Khalid Pasha nomenat al seu lloc; va derrotar els pirates de la Mediterrània oriental i va derrotar a una flota maltesa prop de Xipre capturant el «galio roig» amb 80 canons, manat pel cavaller de Fraissinet a la batalla naval de Kara Djahannam. Va rebre el rang de visir el 25 de novembre de 1609. El 16 de juliol de 1610 va tornar a fer campanya contra els pirates i corsaris sense cap batalla important; va iniciar negociacions per formar aliança amb Holanda i Marroc contra Espanya, enviant la primera carta als Estats Generals de la Haia el 16 de juliol de 1610. França i Venècia s'hi oposaven però va mantenir bones relacions amb aquests estats. Va perdre el càrrec del 1611 al 1613 quan el va ocupar el favorit de la cort Damad Oküz Mehmed Pasha. No obstant va seguir negociant amb Holanda, i un ambaixador neerlandès, Cornelius Haga, va arribar a Istanbul el 17 de març de 1612 i per influència de Damat va ser rebut pel caimacan i altres alts dignataris, i pel sultà l'1 de maig de 1612; no obstant mai es va arribar a cap tractat, ja que en aquell moment Holanda estava en treva (des de 1609) amb Espanya (fins al 1621).
El 22 de novembre de 1613 fou restaurat com a kapudan paixà; el 1614 va atacar Malta i va seguir fins a Trípoli de Líbia on va atacar el rebel local Safar Dayf (Sulayman Sfer Day), que fou capturat i executat. De tornada va reprimir una revolta dels grecs de Maina (sud del Peloponès) amb cooperació amb el governador otomà de la regió Arslan Pasha; va retornar a Istanbul el novembre de 1614. El 17 d'abril de 1615 va tornar a sortir a la mar i va navegar per la costa de Calàbria capturant un galió espanyol procedent de l'illa de Sicília. A la seva tornada a Istanbul el 18 de novembre de 1615 va contrarestar les intrigues del plenipotenciari otomà a Viena, Gratiani, favorable als Habsburg i contrari als interessos de venecians, holandesos i francesos.
El 1616 va iniciar el projecte d'equipar una gran flota. Va proposar novament aliances al Marroc i als Estats Generals d'Holanda i altra vegada el projecte no va arribar a bon port per l'oposició de la família dels Palache, establerta tant a Holanda com al Marroc. Va intentar refermar l'autoritat de la Porta sobre Tunísia i Algèria, i evitar els atacs de corsaris musulmans d'aquests territoris a vaixells anglesos i holandesos; va enviar una esquadra a la costa de la mar Negra per fer front a dues expedicions dels cosacs a la zona i personalment va fer una campanya a l'arxipèlag de la mar Egea on es desenvolupava el contraban, especialment obra de particulars holandesos.
El 17 de novembre de 1616 fou nomenat gran visir i va suprimir el kharadj pels ciutadans de les quatre nacions amb capitulacions amb l'Imperi Otomà. la seva tasca principal fou la guerra contra Pèrsia agafant el comandament com a sardar-i ekrem a la frontera turcopersa el 15 de juny de 1617. El 22 de novembre de 1617 va morir el sultà Ahmet I i el va succeir Mustafà I sense que hi tingués cap participació a causa de la seva absència. El 26 de febrer de 1618 el sultà fou deposat i substituït per Osman II, fill d'Ahmet I, i en aquest cas es va demanar per carta la seva aprovació.
Va passar l'hivern del 1617 al 1618 al Diyarbekir i a la primavera del 1618 (maig) va iniciar una nova campanya després que l'enviat otomà a la cort persa no hagués obtingut una resposta positiva a una treva. El 10 de setembre de 1618 l'exèrcit otomà fou derrotat pels perses prop d'Ardabil i el 26 de setembre el visir va haver de signar la pau (tracta de pau de Seran), en condicions més favorables del que calia esperar, ja que les condicions obtingudes foren les demanades per Khalil abans de la derrota, excepte un tribut en seda que va quedar reduït. El sultà va ratificar el tractat el 29 de setembre de 1618 (va restar vigent fins al 1624). Khalil va passar l'hivern del 1618 al 1619 a Tokat, i l'exèrcit es va aquarterar a Erzurum. El 18 de gener de 1619 se li va comunicar que havia estat revocat i se li va oferir el govern de Damasc que va refusar i es va refugiar a Üskudar, però va mantenir el rang de visir i el seu lloc al Diwan (consell de govern).
El 23 de desembre de 1619 el kapudan paixà Güzeldje Ali Pasha va ser nomenat gran visir i Damat Halil Pasha el va substituir com a cap de la flota; va aconsellar atacar Espanya en comptes de Venècia que tenia la flota més poderosa; el sultà volia fer la guerra a Polònia però el gran visir es decantava per la guerra a Hongria; va rebre l'orde de portar 43 galeres a la desembocadura del Danubi. Les peticions d'una treva per part d'Espanya foren desestimades per Khalil (primavera del 1620); el 27 de juny de 1620 va marxar a l'arxipèlag i va atacar els espanyols a Manfredònia (juliol) i va romandre a la zona fins a l'octubre; el 1620 el kapudan paixà va penjar al rebel governador de Trípoli de Líbia Safar Dayf (Sulayman Sfer Day). El 1621 Khalil va anar a la mar Negre per donar suport a la campanya d'Osman II i amb una esquadra de 40 galeres va rebutjar l'atac dels cosacs retornant a la base el 21 de novembre de 1621. El 1622 el sultà el va enviar a l'arxipèlag però llavors va esclatar una revolta (maig) i el sulta va romandre a una nau del kapudan paixà; li va oferir el càrrec de gran visir (20 de maig de 1622) que va refusar i va romandre aïllat dels conflictes de la capital. L'estiu de 1622 va fer una sortida amb la flota fins a la tardor. A l'inici del 1623 va donar suport a la política de pau amb Polònia fins que fou revocat pel nou gran visir Mere Hüseyin Pasha nomenat per segona vegada el 5 de febrer de 1623, que el considerava el seu rival, i el va enviar desterrat a Malkara a Tràcia.
Abaza Mehmed Pasha es va revoltar a Erzerum amb el sipahis per venjar l'assassinat d'Osman II, contra el cos rival dels geníssers acusats d'haver-lo matat. Abaza era considerat un fidel de Khalil. Quan Murat IV va pujar al tron el walide sultan Kösem li va restituir el rang de visir però sense rebre cap càrrec.
Finalment l'1 o el 2 de desembre de 1626 fou nomenat gran visir per segona vegada amb l'orde d'obtenir la submissió d'Abaza Mehmed Pasha revoltat encara a Anatòlia, i fer un tractat amb Pèrsia. L'agost de 1627 va iniciar converses amb Abaza a Erzurum, sense èxit, i protegit per la fortalesa, Abaza no va poder ser sotmès. Els perses van ocupar Akhiskha i Khalil, mancat d'artilleria, va aixecar el setge d'Erzurum el novembre. Va passar l'hivern a Tokat. Havent fracassat en sotmetre a Abaza i en la guerra amb Pèrsia, fou destituït el 6 d'abril de 1628. L'únic que va acceptar la successió fou Khusraw Pasha, agha dels geníssers, que va aconseguir la rendició d'Abaza algun temps més tard. El maig de 1628 Khalil va retornar a Istanbul amb el seu rang de visir i un prestigi encara intacte.
Va morir el 5 d'agost de 1629.

## Nota
1. ↑  Houtsma, M. Th. First encyclopaedia of Islam: 1913-1936 (en anglès).  BRILL, 1993, p.185. ISBN 9004097961.
2. ↑  aquest fet apareix datat també el 1620
3. ↑  L'enciclopèdia de l'Islam situa aquest fet el 1613 a l'article «Khalil Pasha Kasariyyeli» al volum IV, pàgines 1002-1003, però en un altre article aquest fet se situa el 1620; segons raex.com Arxivat 2009-08-28 a Wayback Machine. la data correcte seria el 1620